# 로버트 러들럼
로버트 러들럼(Robert Ludlum, 1927년 5월 25일 ~ 2001년 3월 12일)은 25권의 스릴러 장편소설을 쓴 미국의 소설가이다. 그의 책은 32개 언어로 번역되어 모두 2억 9천만 권 정도가 팔렸다. 조너선 라이더(Jonathan Ryder), 마이클 셰퍼드(Michael Shepherd) 라는 필명을 사용하기도 했다.
많은 책이 영화로 또는 미니 시리즈로 만들어졌다. 〈오스터먼 위켄드 The Osterman Weekend〉, 〈 홀크로프트 코버넌트 Holcroft Covenant〉, 〈아포칼립스 워치 The Apocalpse Watch〉, 〈본 아이덴티티(The Bourne Identity)〉, 〈본 슈프리머시 The Bourne Supremacy〉, 〈본 얼티메이텀 The Bourne Ultimatum〉. 맷 데이먼 주연의 본 시리즈 영화판은 원작과 상당히 달라지긴 했지만, 비평가와 대중들로부터 큰 호응을 받았다.
코네티컷주 소재 사제학교와 체셔 아카데미(Cheshire Academy), 그리고 웨슬리언 대학교(Wesleyan University) 졸업. 웨슬리언 대학시절 알파 델타 파이 협회(Alpha Delta Phi fraternity)에 가입. 작가로 입문하기 전에 연극배우와 제작자로 일했다. 2001년 경막하혈종으로 사망했다.

## 작풍과 반응
그의 소설은 전형적인 데가 있다. 한 사람 또는 소수의 외로운 영웅적 집단이 권력을 가진 반대그룹이 좌지우지하는 정치, 경제적인 시스템에 저항한다는 식이다. 흔히 세계적 기업이나 군산복합체(軍産複合體), 정부조직이 현체제(status quo)를 유지하기 위해 권력을 행사한다. 종종 과거나 현재의 음모이론(Conspiracy theory)에 착안한 소설을 많이 썼다. 《마타레즈 서클》(The Matarese Circle)은 “3극 위원회”에 관한 소문을 듣고 쓴 작품이다. 작품 제목에 동일한 패턴을 사용했는데, 대명사(예컨대, ‘본’) 와 명사(예컨대, ‘아이덴티티’)를 결합하는 식이다.

## 작품 목록(일부)

#### 생전에 본명으로 출판된 작품
한글표기는 국내출간제명
- The Scarlatti Inheritance (1971)
- The Osterman Weekend (《오스터맨의 주말》, 1972)
- The Matlock Paper (1973)
- Trevayne (1973, Jonathan Ryder)
- The Cry of the Halidon (1974, Jonathan Ryder)
- The Rhinemann Exchange (1974)
- The Road to Gandolfo (1975, Michael Shephard)
- The Gemini Contenders (1976)
- The Chancellor Manuscript (1977)
- The Holcroft Covenant (1978)
- The Matarese Circle (1979) (《마타레즈 서클》,노블마인 2011)
- The Bourne Identity (1980) (《잃어버린 얼굴》,고려원 1980), (《본 아이덴티티》,문학동네 2011)
- The Parsifal Mosaic (《파시펄 모자이크》, 1982)
- The Aquitaine Progression (《거기에 강이 있었네》, 1984)
- The Bourne Supremacy (1986)
- The Icarus Agenda (《야망과 음모》, 1988)
- The Bourne Ultimatum (1990)
- The Road to Omaha (《오마하로 가는 길》, 1992)
- The Scorpio Illusion (《아마야 오키르》, 1993)
- The Apocalypse Watch (《파리의 묵시록》, 1995)
- The Matarese Countdown (1997)
- The Prometheus Deception (2000)

#### 사후 출간
다음 작품들은 (전부는 아니어도) 대부분 대필작가가 쓴 것들이다.
- The Sigma Protocol (2001)
- The Janson Directive (2002)
- The Tristan Betrayal (2003)
- The Ambler Warning (2005)
- The Bancroft Strategy (2006)

#### Covert-One 시리즈
- The Hades Factor - 게일 린즈(Gayle Lynds)와 공저. (2000)
- The Cassandra Compact - 필립 셸비(Phillip Shelby)와 공저. (2001)
- The Paris Option - 게일 린즈(Gayle Lynds)와 공저. (2002)
- The Altman Code - 게일 린즈(Gayle Lynds)와 공저.(2003)
- The Lazarus Vendetta - 패트릭 라킨(Patrick Larkin)과 공저. (2004)
- The Moscow Vector - 패트릭 라킨(Patrick Larkin)과 공저. (2005)
- The Arctic Event - 제임스 코브(James H. Cobb)와 공저.(2007)
- The Infinity Affair - 제임스 코브(James H. Cobb)와 공저.(2011)
- The Ares Decision - 카일 밀스(Kyle Mills).(2011)

#### 다른 작가에 의한 연작들
- The Bourne Legacy - 에릭 밴 러스트베이더(Eric Van Lustbader). (2004)
- The Bourne Betrayal - 에릭 밴 러스트베이더(Eric Van Lustbader). (2007)
- The Bourne Sanction - 에릭 밴 러스트베이더(Eric Van Lustbader). (2008)
- The Bourne Deception - 에릭 밴 러스트베이더(Eric Van Lustbader). (2009)
- The Bourne Objective - 에릭 밴 러스트베이더(Eric Van Lustbader). (2010)
- The Bourne Dominion - 에릭 밴 러스트베이더(Eric Van Lustbader). (2011)
- The Bourne Upset - 에릭 밴 러스트베이더(Eric Van Lustbader). (2012)

## 영화
많은 작품들이 영화나 미니시리즈로 만들어졌다. 원작으로부터 멀어진 것들이 대부분이지만 대체로 미니시리즈가 원작에 가깝게 제작되었다.
- 1977년 - The Rhinemann Exchange — miniseries
- 1983년 - The Osterman Weekend — film
- 1985년 - The Holcroft Covenant — film
- 1988년 - The Bourne Identity — miniseries ,제이슨 본에 리처드 체임벌린
- 1997년 - The Apocalypse Watch — miniseries
- 2002년 - The Bourne Identity — film, 제이슨 본에 맷 데이먼
- 2004년 - The Bourne Supremacy — film, 제이슨 본에 맷 데이먼
- 2006년 - Covert One: The Hades Factor — miniseries
- 2007년 - The Bourne Ultimatum — film, 제이슨 본에 맷 데이먼
- 2009년 - The Matarese Circle — film[4]
- 2009년 - The Chancellor Manuscript — film
- 2012년 - The Bourne Legacy (에릭 밴 러스트베이더 作) - film, 애론 크로스역에 제러미 레너
- 2013년 – The Matarese Circle — film, 브랜든 스코필드에 덴절 워싱턴
- 2014년 – The Chancellor Manuscript — film, 피터 수상에 리어나도 디캐프리오